# Brenda Ann Spencer
Brenda Ann Spencer (San Diego, 3 de abril de 1962) es una asesina convicta que con 16 años, protagonizó un tiroteo con varios heridos y dos víctimas mortales en un colegio estadounidense el lunes 29 de enero de 1979.

## Crimen

Placa del Distrito Escolar Unificado de San Diego [https://www.sandiegounified.org/they-cared-memorial "They Cared Memorial".

El lunes 29 de enero de 1979, Spencer disparó e hirió a ocho niños y a un oficial de policía, y asesinó al director de la Cleveland Elementary School, Burton Wragg, y al conserje, Mike Suchar, de la misma institución en San Diego, California mientras disparaba al azar apuntando hacia dicha escuela desde una de las ventanas de su casa que estaba frente al edificio.
El fusil semiautomático Ruger 10/22 calibre 22 con mira telescópica y 500 municiones con el que actuó, le fue regalado en la Navidad de 1978 por su padre Wallace Spencer. El incidente finalizó seis horas después, y tras su captura le preguntaron el porqué de su acción. Ella simplemente se encogió de hombros y respondió: "No me gustan los lunes. Sólo lo hice para animarme el día", añadiendo a continuación, "No tengo ninguna razón más, sólo fue por divertirme, vi a los niños como patos que andaban por una charca y un rebaño de vacas rodeándolos, así que eran blancos fáciles para mí".
En 2001 acusó a su padre, Wallace Spencer, de haberla sometido borracho a palizas y abusos sexuales. Él negó todas las acusaciones.

## Juicio y encarcelamiento
Sentenciada como una adulta, se declaró culpable de dos cargos de asesinato y asalto con un arma mortal. El 4 de abril de 1980, un día después de cumplir los 18 años, fue condenada de 25 años a cadena perpetua. En la cárcel, se le diagnosticó problemas epilépticos y se le administraron medicamentos para tratar su epilepsia y depresión. Mientras trabajaba en el Instituto para Mujeres de California en Chino, trabajó reparando equipos electrónicos.
Según los términos de su indeterminada sentencia, Brenda Spencer fue seleccionada en audiencia por considerarla idónea para la libertad condicional en 1993. Normalmente, muy pocas personas condenadas por el cargo de asesinato obtuvieron la libertad condicional en California antes de 2011. Hasta diciembre de 2015, se le negó la libertad condicional en cuatro ocasiones. En su primera audiencia, Brenda dijo que esperaba que la policía le disparara y que había consumido alcohol y drogas en el momento del crimen, lo que contradecía los resultados de las pruebas de detección de drogas realizadas cuando fue detenida. En su audiencia de 2001, afirmó en primer lugar que su padre la había sometido a palizas y abusos sexuales, pero después dijo que las acusaciones no eran ciertas. El presidente de la junta de libertad condicional dijo que, como no había informado previamente a ningún miembro del personal de la prisión sobre las denuncias, dudaba que fueran ciertas. En 2005, un fiscal de distrito adjunto de San Diego citó un incidente de autolesión que había ocurrido cuatro años antes, esto se descubrió cuando una novia suya fue puesta en libertad, demostrando que era psicótica y no era apta para ser liberada. El daño a que hacía referencia era que se había "escrito" en su propia piel las palabras "coraje" y "orgullo"; sin embargo, Brenda hizo una corrección al respecto durante su audiencia de libertad condicional diciendo que eran "runas" y que solo significaban "sin perdón". En 2009, la junta volvió a rechazar su solicitud de libertad condicional y dictaminó que debían transcurrir diez años antes de una nueva consideración.
En octubre de 2023 continuaba en prisión y se encuentra en la Institución de Mujeres de California.

## Canción
El crimen de Brenda y su falta de remordimiento inspiró a Bob Geldof que compuso el tema "I Don't Like Mondays" ("No me gustan los lunes"), basado en la respuesta que dio Brenda cuando le preguntaron por el motivo de su crimen, y donde se comentaban los hechos ocurridos en tan fatídica fecha.